# Sanna Bråding

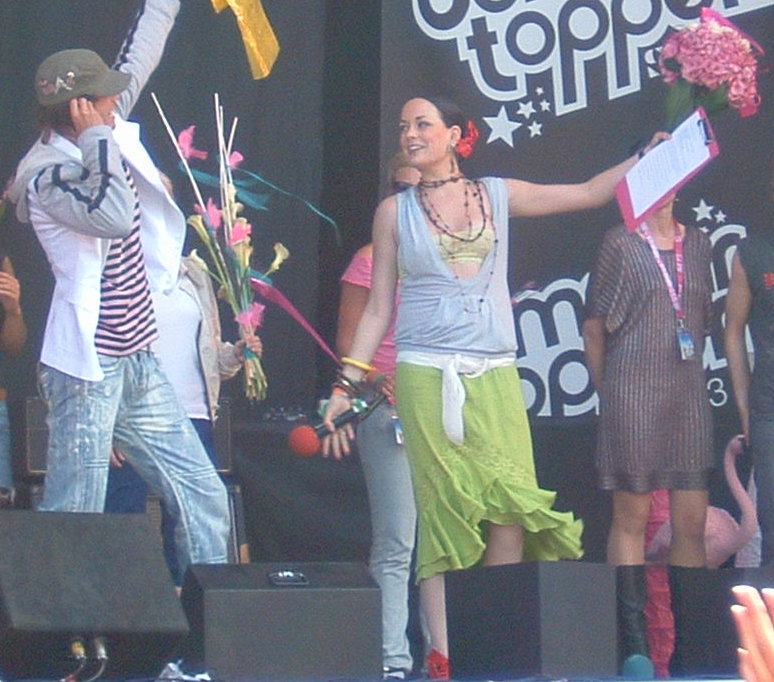
Sanna Bråding 2005

Sanna Bråding (* 5. März 1980 in Stockholm; als Sanna Erica Bråding) ist eine schwedische Schauspielerin.
Bråding begann mit sechs Jahren das Amateurschauspielern und setzte es danach im Schultheater fort. Im Alter von 15 Jahren bekam sie die Rolle der Tanja in der Seifenoper Tre kronor (1994). Nachdem sie die High School abgeschlossen hatte, hielt sie sich mit Nebenjobs über Wasser, bis sie einen kleinen Durchbruch hatte mit ein paar Auftritten im Privatfernsehen von ICA. Außerdem hatte die 1,67 m große Schauspielerin eine große Rolle in der schwedischen Serie Skeppsholmen (2002).
Zudem ist sie die Moderatorin der wöchentlichen Radioshow Ketchup Fanclub auf Sveriges Radio P3 und Assistentsdirektorin der unabhängigen Theatergruppe „Teater Absoluta“.

## Filmografie
- 1996: Tre kronor (Fernsehserie)
- 1997: Reine & Mimmi i fjällen!
- 2000: Livet är en schlager
- 2002: Skeppsholmen (Fernsehserie)
- 2004: A Hole in My Heart (Ett hål i mitt hjärta)
- 2005: Som man bäddar...
- 2006: 7 miljonärer
- 2021: Snälla kriminella